# 新栄町駅 (愛知県)

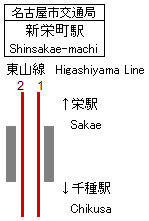
配線図

新栄町駅（しんさかえまちえき）は、愛知県名古屋市東区葵一丁目にある、名古屋市営地下鉄東山線の駅である。駅番号はH11。

## 歴史
新栄町駅は、広小路通の新栄町交差点付近にあった名古屋市電栄町線新栄町電停の北西に設けられた。なお町名としての新栄町は周辺で1969年から1981年にかけて行われた住居表示により大部分が栄四丁目、東桜、新栄、葵の一部となった。

### 年表
- 1960年（昭和35年）6月15日：地下鉄東山線栄町駅（現在の栄駅） - 池下駅間延伸に伴い開業[2]。
- 2010年（平成22年）2月：マザックアートプラザ開館及びバリアフリー化に伴いそれぞれ1番線-1番コンコース、 2番線-2番コンコースを結ぶエレベーターが三菱電機ビルテクノサービス株式会社によって設置される。
- 2011年（平成23年）2月11日：manaca運用開始。
- 2015年（平成27年）11月16日：可動式ホーム柵使用開始。

## 駅構造

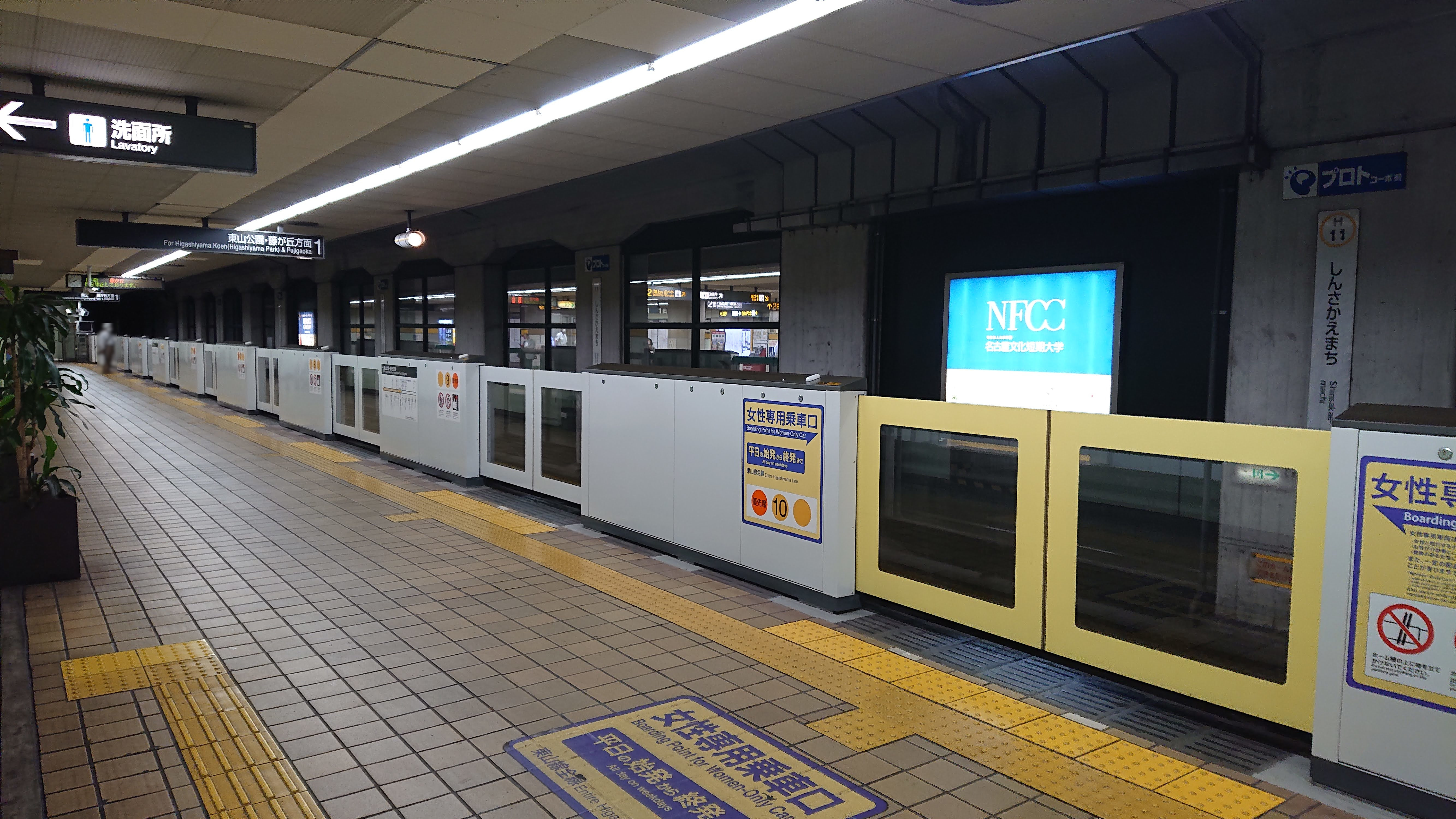
プラットホーム

相対式2面2線のホームを持つ地下駅で可動式ホーム柵が設置されている。
改札口とホームは同一階層にあり、改札口は2か所ある。改札内にホーム間の連絡通路がある。連絡通路にはエレベーターの設置はない。このため、名古屋市営地下鉄の駅バリアフリー工事実施にあたって各改札につき1基の地上行きエレベーターが設置された。
出入口は2か所ある。構内の改札外で1番出入口と2番出入口は接続していない。
当駅は、東山線駅務区名古屋管区駅が管轄している。

### のりば
| ホーム | 路線   | 行先                 |
| ------ | ------ | -------------------- |
| 1      | 東山線 | 東山公園・藤が丘方面 |
| 2      | 東山線 | 栄・名古屋・高畑方面 |

## 駅周辺
当駅は東区葵一丁目、錦通の地下に位置する。当駅から見て大まかに北方向 - 東方向は東区葵一丁目・二丁目、南東方向 - 南西方向は中区新栄三丁目・二丁目・一丁目、西方向 - 北西方向は東区東桜二丁目となる。
当駅周辺は商業地域であるが、超高層ビルと言えるビルは雲竜フレックスビル（地上24階建て・高さ約90メートル）・マザックアートプラザ（地上22階建て・高さ約100メートル）がある程度であり、他には階数にして10階 - 15階建程度の建築物が大半である。幹線道路から生活道路に入ると戸建の住宅などもある。
当駅周辺の幹線道路としては、名古屋市営地下鉄東山線が地下を走る錦通、駅名の由来となった新栄町がかつて沿線にあった広小路通（愛知県道60号名古屋長久手線）が東西に走り、国道153号（葵町線）が駅西側を南北に走っている。 

### 東区所在の施設

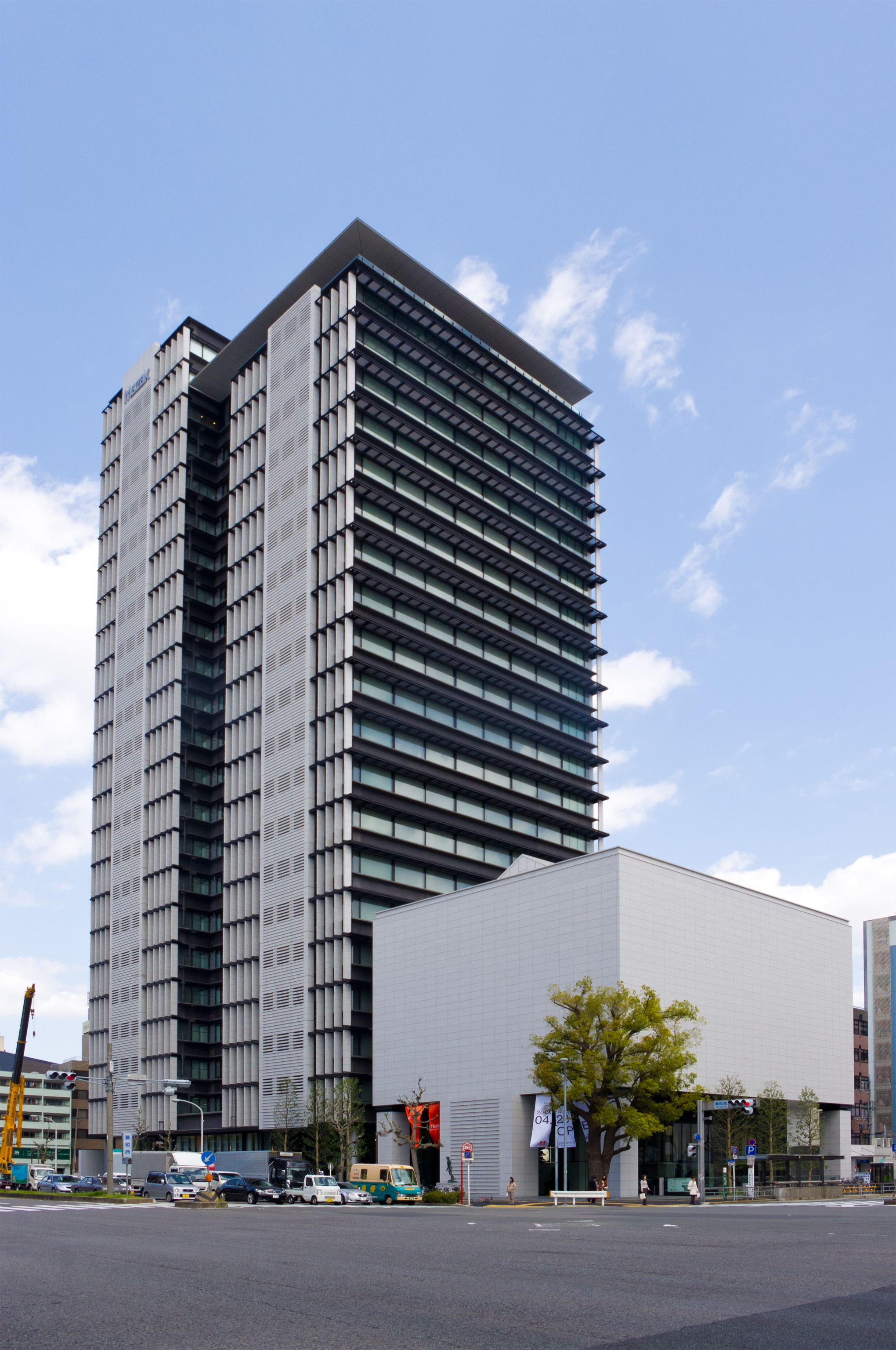
マザックアートプラザ

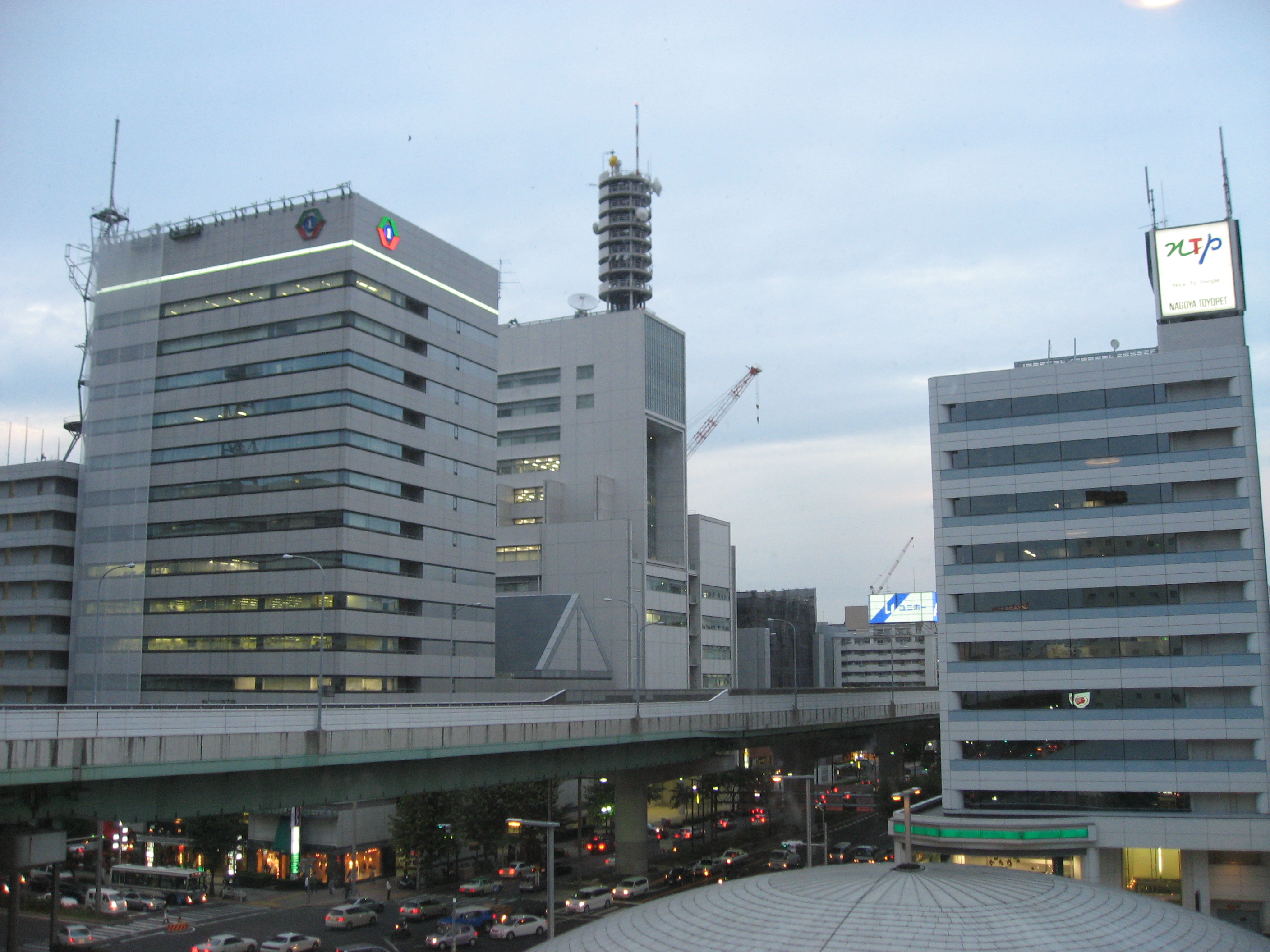
東海テレビ・ラジオ社屋（画面左から2番目のビル）とテレピア（画面左のビル）

- マザックアートプラザ
  - ヤマザキマザック美術館
- 東海テレビ・東海ラジオ社屋
  - 東海テレビ放送本社
  - 東海ラジオ放送本社
- テレピア
- 名古屋市芸術創造センター
- 玉野総合コンサルタント
- 東生涯学習センター
- 名古屋市立葵小学校
- 名古屋市医師会
  - 名古屋市医師会急病センター
- 名古屋文化短期大学
- 名古屋NSCカレッジ
  - 名古屋ファッション専門学校
  - 名古屋栄養専門学校
  - 名古屋製菓専門学校
- 名演小劇場
- 東春信用金庫錦通支店
- 横山美術館

### 中区所在の施設

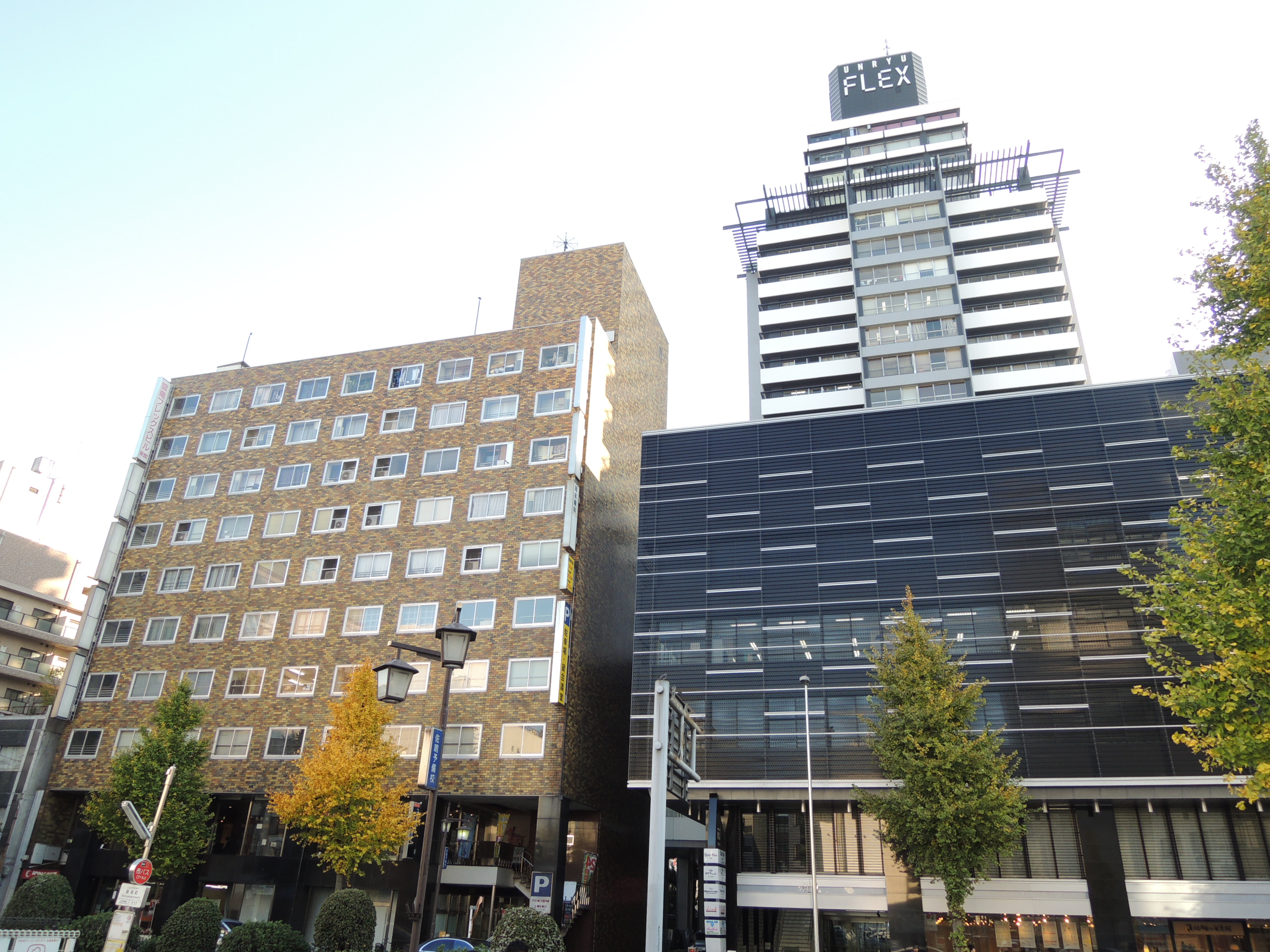
雲竜フレックスビル

- 雲竜フレックスビル
  - DIAMOND HALL
  - HeartLand
- 中部日本放送 本社・放送センター
  - CBCテレビ 本社
  - CBCラジオ 本社
- プロトコーポレーション 本社
- 佐鳴予備校 名古屋本社
- 東海労働金庫 本店
- 名古屋市立白山中学校
- 広告デザイン専門学校
- 名古屋新栄郵便局

## バス路線
名古屋市営バス 「新栄町」バス停
- 栄12：栄 - 新栄町 - 安井町西
- 栄16：栄 - 新栄町 - 名古屋大学
- 鶴舞11：鶴舞公園 - 新栄町 - 上飯田
- 深夜1：栄 - 新栄町 - 藤が丘

## 隣の駅
名古屋市営地下鉄
 東山線
栄駅 (H10) - 新栄町駅 (H11) - 千種駅 (H12)